# باسانووا (آلبوم)
باسانُوا (به انگلیسی: Bossanova) سومین آلبوم استودیویی گروه آلترنیتیو راک آمریکایی، پیکسیز است که در سال ۱۹۹۰ توسط ناشر مستقل ۴ای‌دی در بریتانیا و توسط الکترا رکوردز در ایالات متحده منتشر شد. تمامی آهنگ‌های اصلی این آلبوم توسط خواننده گروه، بلک فرانسیس نوشته‌شده‌اند که از نظر هنری، کنترل مطلقی بر روی کل باند بدست آورده بود. این آلبوم که متاثر از سارف راک و اسپیس راک است و از نظر شعری، بر روی مضامینی همچون فضای بیرونی کره زمین، موجودات فضایی و اشیای ناشناس پرنده تمرکز دارد. از انجا که 4AD یک ناشر مستقل بود، الکترا رکوردز توزیع آلبوم در ایالات متحده را بر عهده گرفت. این آلبوم در جدول بیلبورد ۲۰۰ به رتبه ۷۰ دست یافت و در جدول‌های بریتانیا هم موفق شد به رتبه سوم دست یابد.